# Фрессон, Бернар
Берна́р Фрессо́н (фр. Bernard Fresson, 27 мая 1931, Реймс — 20 октября 2002, Париж) — французский актёр, снявшийся в более чем 160 фильмах. Значимые роли: Жавер в мини-сериале 1972 года «Отверженные», инспектор Бартелеми во «Французском связном 2» режиссёра Джона Франкенхаймера (1974), Скоп в «Жильце» Романа Полански (1976). За роль Франсиса в фильме «Официант», номинирован на премию «Сезар» за лучшую мужскую роль второго плана 1984 г.

## Фильмография
(Неполная фильмография)
- 2002 — Соперник / L’Adversaire
- 2001 — Братство волка / Le Pacte des loups — советник Мерсье
- 2000 — Шесть / Six-Pack
- 2000 — Без семьи / Sans famille
- 1999 — Жюльетт / Juliette — Пьер-Андре Фруассар
- 1998 — Вандомская площадь / Place Vendôme
- 1996 — Мужчина моей жизни / Mon homme
- 1990 — Круиз страха (Террор на борту) / Voyage of Terror: The Achille Lauro Affair — Пьер
- 1983 — Официант / Garçon !
- 1982 — Шпион, встань / Espion, lève-toi
- 1981 — Интимные моменты мадам Клод / Madam Claude 2
- 1977 — Последний поцелуй[фр.] / Le Dernier baiser
- 1977 — Каждому свой ад / À chacun son enfer
- 1976 — Беги за мной, чтоб я тебя поймала / Cours après moi que je t'attrape
- 1975 — Галеты из Понт-Авена / Les Galettes de Pont-Aven
- 1975 — Французский связной 2 / French Connection II
- 1972 — Огни Сретенья / Feux de la chandeleur
- 1971 — Макс и жестянщики / Max et les Ferrailleurs
- 1964 — Сто кирпичей и черепица / Cent briques et des tuiles
- 1961 --- Девушка в витрине